# HD 173791
إتش دي HD 173791) ، 173791 أو 30 G المرقب ) هو نجم عملاق في كوكبة المرقب، يقع على بعد حوالي 358 سنة ضوئية (110 فرسخ فلكي) عن الأرض. لديه قدر ظاهري +5.8، وهذا القدر يعطيه إمكانية رصده بالعين المجردة تحت ظروف مناسبة. تصنيفه النجمي هو G8III،هذا يشير إلى أنه قد تطورت من نجوم النسق الأساسي وتوسع ليصبح عملاق بحجم ثلاث مرات من نصف قطر الشمس. درجة حرارته الفعالة هي 5200 كلفن (4926.85c ) ، تعطيه صفة نجم أصفر نوع-ج. لديه عمر يقدر ب 10 مليارات سنة وله نفس كتلة الشمس. بعد أن يمر عبر مرحلة العملاق سيستنفذ وقوده، ويتحول إلى قزم أبيض مكون من الكربون والأوكسجين.